# St. Sturmius (Rinteln)

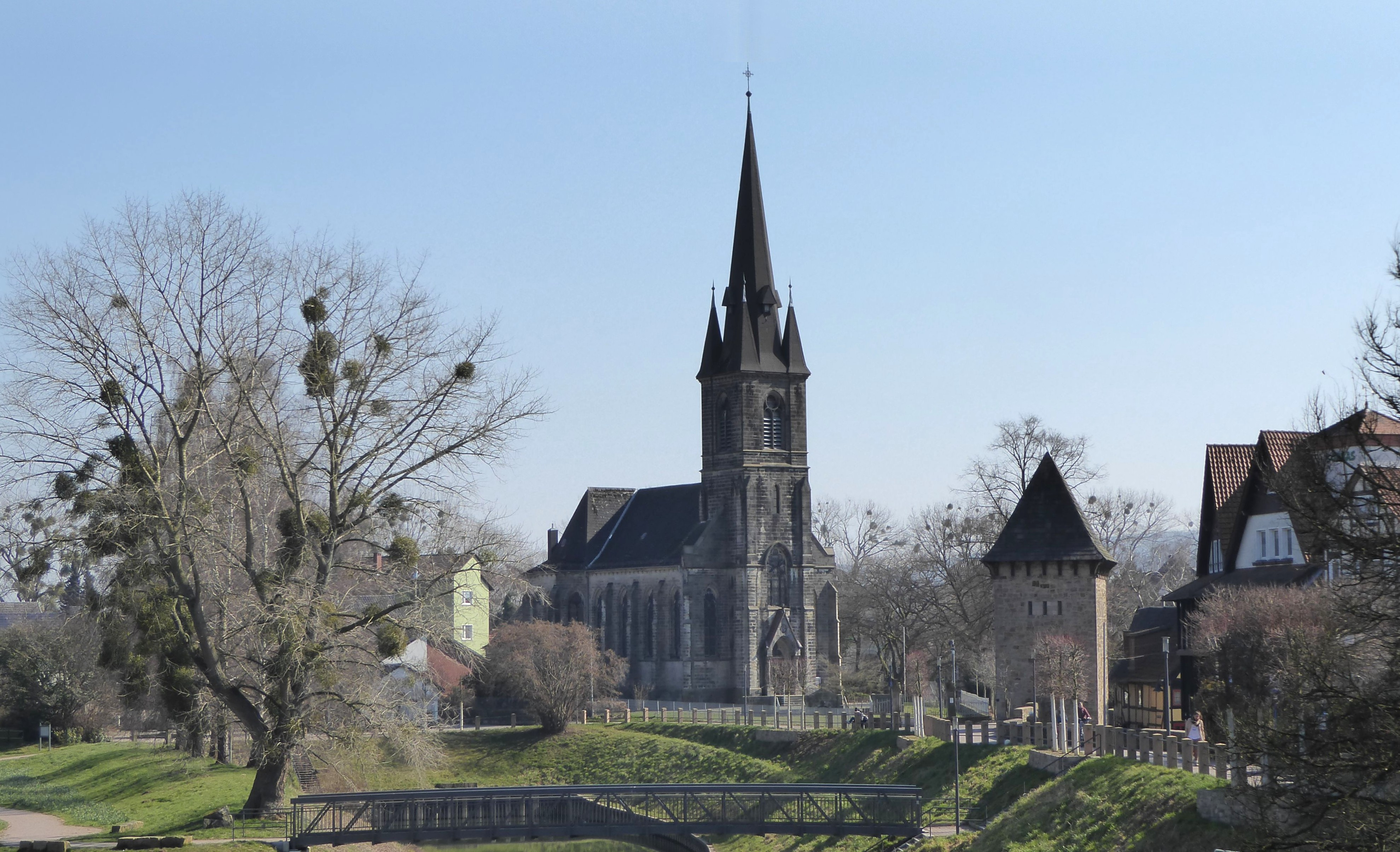
St.-Sturmius-Kirche

Sankt Sturmius ist die katholische Kirche in Rinteln, einer Stadt im Landkreis Schaumburg in Niedersachsen. Die Pfarrkirche wurde in neugotischen Formen entworfen und 1888 durch den Bischof von Fulda Joseph Weyland auf das Patrozinium des heiligen Sturmius geweiht. Die als Baudenkmal ausgewiesene Kirche steht auf dem Nordostabschnitt der historischen Stadtumwallung oberhalb des alten Weserhafens (Kapellenwall 15), sie ist die älteste Kirche im Dekanat Weserbergland des Bistums Hildesheim.

## Geschichte
Graf Otto IV. führte 1559 durch ein Dekret in der Grafschaft Schaumburg die Reformation ein, wie er es im Ehevertrag mit seiner zweiten Frau, Elisabeth Ursula von Braunschweig-Lüneburg, zugesichert hatte. Infolgedessen wurden die Einwohner von Rinteln, die Marktkirche St. Nikolai und die Jakobi-Kirche evangelisch sowie das Jakobskloster aufgehoben.
Erst im 19. Jahrhundert sammelten sich wieder katholische Gemeinden, die Betreuung der Katholiken in Rinteln erfolgte ab 1865 von der Kirchengemeinde Bückeburg aus.
Die Rintelner Kirchengemeinde geht auf das Jahr 1869 zurück und umfasste anfangs den gesamten bis 1866 kurhessischen Teil des Schaumburger Landes (Landkreis Grafschaft Schaumburg). Kirchlich gehörte sie daher zunächst zum Bistum Fulda. Daher bestimmte 1869 Christoph Florentius Kött, Bischof von Fulda, den Fuldaer Gründerabt Sturmius als Schutzpatron der Kirchengemeinde Rinteln. Mit dem Priester Franz Xaver Müller ließ sich im April 1869 der erste Seelsorger in Rinteln nieder, im Dezember 1869 wurde in der Brennerstraße eine Kapelle eingerichtet.
Mit dem Bau der St.-Sturmius-Kirche wurde 1884 begonnen. Am 24. Mai 1888 erfolgte die Kirchweihe, und im Mai 1895 folgte die Erhebung der Kirchengemeinde Rinteln zur Pfarrei. Durch das Preußenkonkordat von 1929 und die Päpstliche Bulle Pastoralis officii nostri wechselte die Pfarrei Rinteln 1930 vom Bistum Fulda in das Bistum Hildesheim.
Am Ende des Zweiten Weltkriegs wurde die Kirche bei der Sprengung der nahen Weserbrücke beschädigt. Eine umfassende Außen- und Innenrenovierung erfolgte von 1959 bis 1971.
Zum 1. September 2012 wurden der Pfarrgemeinde St. Sturmius in Rinteln auch die Kirchen St. Bonifatius (Hessisch Oldendorf), St. Hedwig (Großenwieden) und St. Maria (Hemeringen) angeschlossen, deren Pfarrgemeinden in diesem Zusammenhang aufgelöst wurden. Am 1. September 2012 wurden auch die Dekanate Bückeburg, zu der die St.-Sturmius-Kirche gehörte, und Hameln-Holzminden zum heutigen Dekanat Weserbergland vereinigt. Am 12. Februar 2021 wurde die Filialkirche St. Hedwig in Großenwieden profaniert und im folgenden Jahr abgerissen.

## Architektur

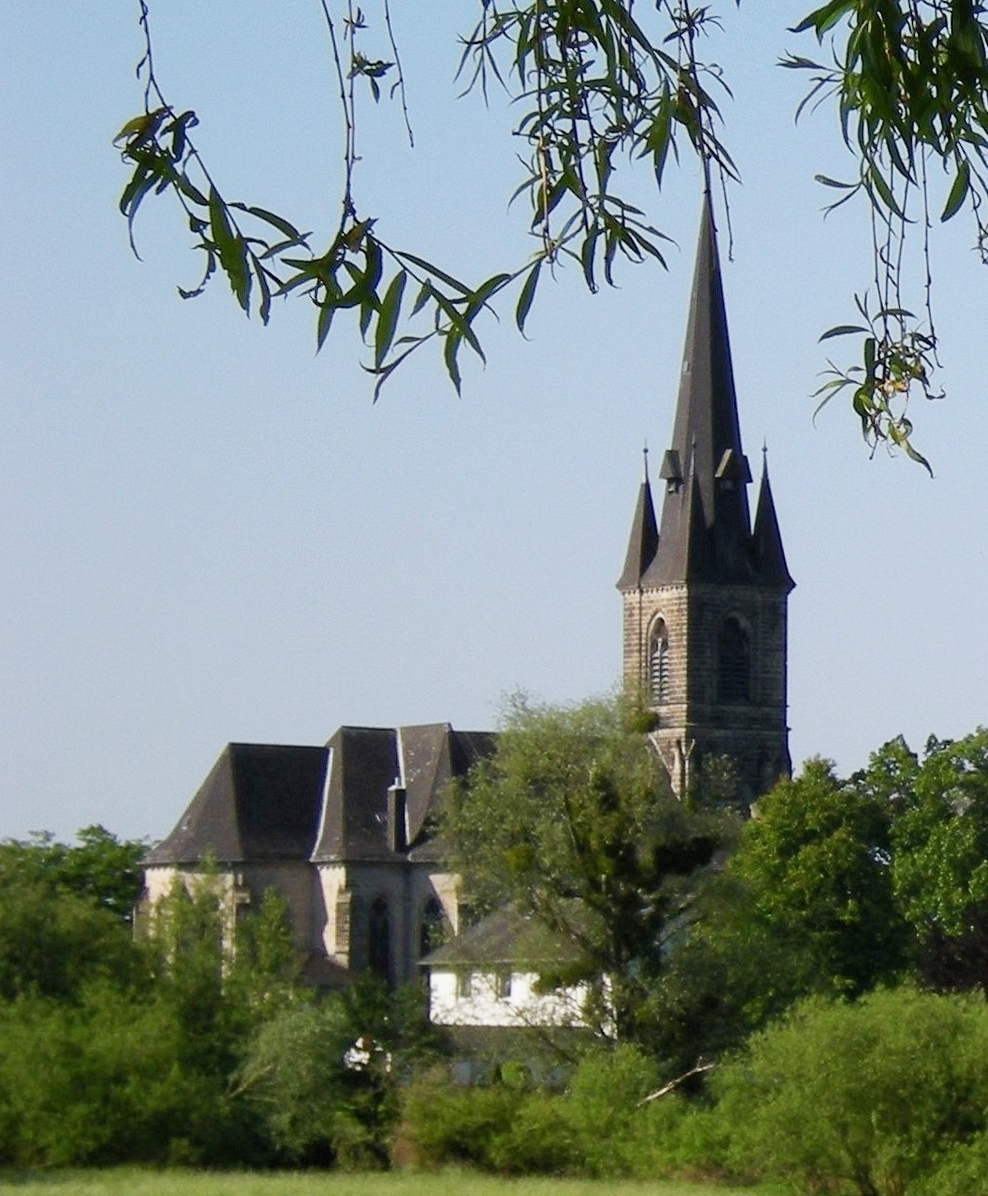
Kirche von Nordosten

Die Sturmiuskirche aus Obernkirchener Sandstein ist eine geostete dreischiffige Hallenkirche mit eingezogenem, 3/8-geschlossenem Chor. Mittel- und Seitenschiffe tragen Kreuzgratgewölbe, deren Rippen aus den floralen Kapitellen der schlanken Säulen aufsteigen. Zwei einander gegenüberliegende polygonal schließende Seitenkapellen deuten ein Querhaus an. Der schlanke quadratische Westturm (51 m hoch) setzt mit seinen vier kleinen Spitzhelmen, die den hohen Mittelhelm umstehen, einen markanten städtebaulichen Akzent.
Eine katholische Kirche für Rinteln war im März und April 1882 Aufgabe in einer außerordentlichen Monatskonkurrenz des Architektenvereins zu Berlin unter seinen Mitgliedern mit 450 Mark Preisgeld. Von den sechs eingereichten Entwürfen wurden drei ausgezeichnet: Einer vom Architekten Johannes Vollmer wurde mit dem Geldpreis, ein weiterer von Vollmer und einer von Karl Doflein wurden mit einem Vereinsandenken prämiert. Die Entwurfsaufgaben dieser Konkurrenzen (Architektenwettbewerbe) waren nicht immer auf konkrete Bauprojekte bezogen, aber selbst wenn, wurden die Entwürfe häufig nicht zur Grundlage für eine spätere Bauausführung. Auch die drei in diesem Wettbewerb prämierten Entwürfe, die im Bestand des Architekturmuseums der Technischen Universität Berlin erhalten sind, weisen keine besondere Ähnlichkeit mit dem ab 1884 ausgeführten Kirchbau auf, der schließlich nach Plänen des Architekten Heinrich Sante aus Hildesheim, nach anderer Quelle hieß er Wante,  realisiert wurde.

## Ausstattung
Den Chorraum beherrscht der Hauptaltar aus dunklem Marmor vom dritten Viertel des 20. Jahrhunderts. Aus derselben Zeit stammt der Tabernakel im nördlichen Seitenschiff, die drei großen Bildfenster in der Apsis stammen von 1961. Der Marien- und der Josefsaltar mit der zentralen Heiligenstatue, zwei flankierenden Bildfeldern und reicher Maßwerkschnitzerei wurden um 1906 aufgestellt und sind von der Originalausstattung der Kirche erhalten.
Die Orgel wurde vom Orgelbau Eisenbarth im Jahre 1978 erbaut, sie hat 20 Register und ersetzte die ursprüngliche Orgel aus dem Jahre 1899.